# Miklósy Imre
Miklósy Imre (Kolozsvár, 1901. március 1. – Budapest, VIII. kerület, 1937. január 18.) színész, színigazgató.

## Életútja
1918-ban kezdte színészi pályáját apja, Miklósy Gábor társulatában. Itt nyolc évig szerepelt, majd egy évadot játszott Mariházy Miklósnál. 1927-ben megkapta a színigazgatási engedélyét. 1927-től 1937-ig több kisebb állomás mellett Újpesten, 1927–32-ben Kispesten, 1927–1930-ban Veszprémben, 1930–36-ban Kecskeméten, 1931–36-ban Szolnokon, 1933–35-ben Békéscsabán működött. Jellemszerepeket formált meg.

## Magánélete
Házastársa Kovács Amália volt, akit 1931. november 2-án Újpesten vett nőül.

## Fontosabb szerepei
- Tiborc (Katona József: Bánk bán)
- Zuboly (Shakespeare: Szentivánéji álom)
- Szörényi (Herczeg Ferenc: Ocskay brigadéros)